# Torbeschen

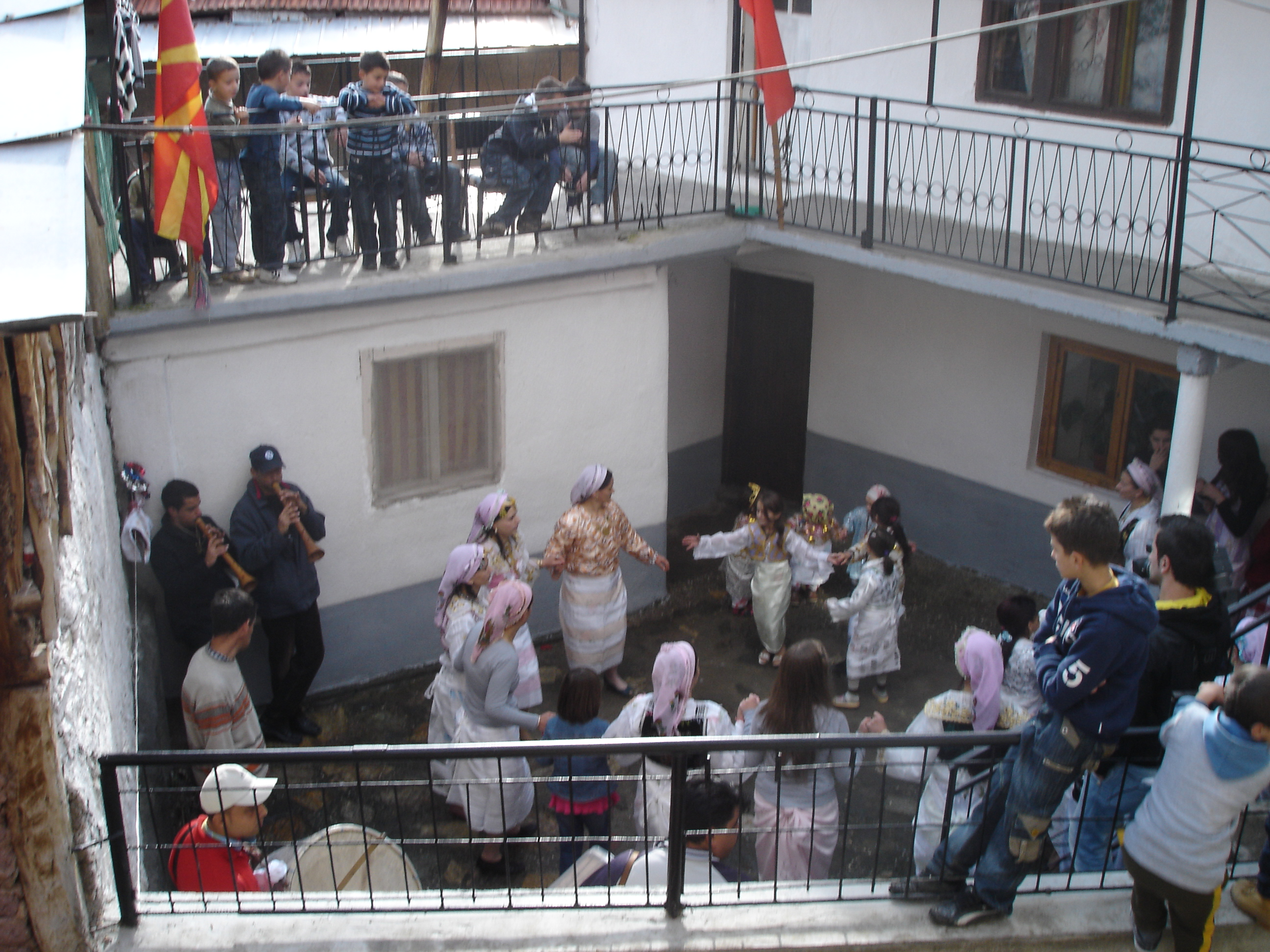
Mazedonische Muslime bei einem Volkstanz

Die Torbeschen (mazedonisch: Торбеши; in Nordmazedonien auch als Mazedonische-Muslime Македонци-муслимани, Makedonci-muslimani bezeichnet)  sind eine ethno-religiöse Minderheit. Sie sprechen eine slawische Sprache ähnlich dem torlakischen Dialekt und gehören meist dem Islam an (siehe Islam in Nordmazedonien).
Die Mijaken, eine slawische Bevölkerungsgruppe, gelten als die ersten bekannten Bewohner der heutigen Dörfer in der Reka-Region im Westen Nordmazedoniens. Ihr Ursprung reicht bis in das 5. und 6. Jahrhundert zurück, als sie sich in der Region Dolna Reka (Untere Reka) niederließen. Die Mijaken sind sowohl historisch als auch gegenwärtig bekannt für ihre reiche kulturelle Tradition, insbesondere ihre kirchliche Architektur, Holzschnitzkunst, Ikonenmalerei und ihren charakteristischen Galičnik-Dialekt der mazedonischen Sprache. Zeugnisse ihrer Baukunst sind noch heute in Mavrovo und im Kloster Sveti Jovan Bigorski erhalten. Die Sprache der Mijaken unterscheidet sich leicht von der heutigen Sprachvarietät der Torbeschen in den Dörfern der Reka-Region.
Sie sind aufgrund ihrer Traditionen eng mit den Goranen im Kosovo und den Pomaken in Bulgarien verwandt, sowie den Čitaci aus dem Sandžak. Die Torbeschen leben hauptsächlich in den westlichen Regionen Nordmazedoniens um Debarska Zupa, Drimkol, Reka, Golloborda (Albanien) und ebenfalls im südlichen Teil Kosovos in den Regionen Prizrenska Podgora und Sredačka Župa um die Stadt Prizren herum.

## Geschichte
Die Torbeschen sind hauptsächlich Nachfahren von orthodoxen sowie heidnischen Südslawen, die während der Osmanischen Herrschaft freiwillig zum Islam konvertierten (siehe auch Muslimische Slawen im Osmanischen Reich). Sufi-Orden der Khalwati, Rifa'is und Qadiris spielten eine große Rolle bei der Missionierung der Bevölkerung in der Region des Balkan, so kämpften sie auch im Ersten Weltkrieg in der Schlacht von Gallipoli und im Krieg bei Çanakkale für das Osmanische Reich.

## Siedlungsgebiete
Die größte Konzentration der Torbeschen findet man im Westen von Nordmazedonien und im Osten von Albanien sowie im Süden von Kosovo. Einige Dörfer der Debar-Region werden beinahe ausschließlich von Torbeschen bewohnt. Auch in der Gemeinde von Struga leben eine große Anzahl an Torbeschen, vor allem in den Dörfern Labunishta, Oktisi, Podgorci und Boroec. Dasselbe gilt für den Kosovo, wobei sie hier im Süden des Landes in der Gemeinde Prizren angesiedelt sind. Ihre Siedlungsgebiete werden in Sredacka Zupa und Podgora aufgeteilt, einer der größten Dörfer sind vor allem Lubizhda, Gornje Ljubinje und Mushnikovo. Heutzutage (nach den 90er-Jahren) gibt es in Volkszählungen die Domäne Torbesch im Kosovo nicht mehr, weshalb sich ein sehr großer Teil als Bosniaken identifiziert. Unter anderem gibt es auch viele Torbeschen, die sich als Albaner identifizieren.

## Bevölkerung
Die genaue Bevölkerungsanzahl ist schwer einschätzbar. Der Historiker Ivo Banac schätzte, dass im alten Jugoslawien vor dem Zweiten Weltkrieg ca. 27.000 Torbeschen lebten. Nachfolgende Volkszählungen brachten sehr unterschiedliche Zahlen; 1.591 um 1953, 3.002 um 1961, 1.248 um 1971 und 39.355 um 1981. Letztere umfasst auch solche, welche sich vorher als Türken identifizierten.
Die Zahl der Torbeschen in Mazedonien wurde im Jahr 2013 auf etwa 40.000 geschätzt.

### Deutschsprachige Literatur
- Jordanka Telbizova-Sack: Religion, Ethnie, Nation und die Aushandlung von Identität(en). Regionale Religionsgeschichte in Ostmittel- und Südosteuropa. Hrsg.: István Keul. Band 2 von Theologie/Religionswissenschaft. Frank & Timme, Berlin 2005, ISBN 978-3-86596-009-2, Die Torbeschen, S. 9, 48–66, 94–98 (183 S., eingeschränkte Vorschau in der Google-Buchsuche).
- Thede Kahl: Makedonien. Hrsg.: Gabriella Schubert. Band 1 von Forschungen zu Südosteuropa: Sprache – Kultur – Literatur. Otto Harrassowitz Verlag, Berlin 2005, ISBN 978-3-447-05277-1, B. Ethnische Gruppen in Makedonien – Geschichte und heutige Situation, S. 58, 65, 70 (240 S., eingeschränkte Vorschau in der Google-Buchsuche).
- Sabine Riedel: Die Erfindung der Balkanvölker: Identitätspolitik zwischen Konflikt und Integration. VS Verlag für Sozialwissenschaften, Deutschland 2015, ISBN 978-3-322-80970-4, 3.4.4 Dekonstruktion der Identitäten, S. 118 (386 S., eingeschränkte Vorschau in der Google-Buchsuche).
- Jordanka Telbizova-Sack: Lexikon zur Geschichte Südosteuropas. Hrsg.: Holm Sundhaussen, Konrad Clewing. Böhlau Verlag, Wien 2016, ISBN 978-3-205-78667-2, S. 938–939, Sp. Torbeschen (mak. Torbeši) (1102 S., eingeschränkte Vorschau in der Google-Buchsuche).
- Cyrill Stieger: Wir wissen nicht mehr, wer wir sind: Vergessene Minderheiten auf dem Balkan. Paul Zsolnay Verlag, Österreich 2017, ISBN 978-3-552-05872-9, »Wie kann ich einer Nation angehören, die es gar nicht gibt?« – Die Torbeschen in Mazedonien (288 S., eingeschränkte Vorschau in der Google-Buchsuche).

### Englischsprachige Literatur
- Klaus Roth, Asker Kartari: Cultures of Crisis in Southeast Europe. Part 1: Crises Related to Migration, Transformation, Politics, Religion, and Labour. Band 18 von Ethnologia Balkanica: Journal for Southeast European Anthropology. Lit Verlag, Münster 2016, ISBN 978-3-643-90763-9, S. 155–170 (409 S., eingeschränkte Vorschau in der Google-Buchsuche).
- Dimitar Bechev: Historical Dictionary of North Macedonia. Historical Dictionaries of Europe. Rowman & Littlefield, USA 2019, ISBN 978-1-5381-1962-4, Torbeši, S. 291 (452 S., eingeschränkte Vorschau in der Google-Buchsuche).
- Thammy Evans, Philip Briggs: North Macedonia. Bradt Travel Guides, England 2019, ISBN 978-1-78477-084-6, Torbeši, S. 38–50 (376 S., eingeschränkte Vorschau in der Google-Buchsuche).